# The Threshingfloor
Albums de Wovenhand
Ten Stones
(2008) Black of the Ink
(2011)
The Threshingfloor est un album de musique rock alternatif du groupe Wovenhand sorti le 17 mai 2010 sur le label Glitterhouse Records.

## Liste des titres de l'album
Toutes les chansons (musique et paroles) sont de David Eugene Edwards sauf Singing Grass dont la musique est de Pascal Humbert.
1. Sinking Hands - 3 min 23 s
2. The Threshingfloor - 3 min 07 s
3. A Holy Measure - 4 min 19 s
4. Raise Her Hands - 3 min 54 s
5. His Rest - 3 min 16 s
6. Singing Grass - 3 min 55 s
7. Behind Your Breath - 4 min 51 s
8. Truth reprise de la chanson de New Order (album Movement de 1981) - 4 min 54 s
9. Terre Haute - 4 min 00 s
10. Orchard Gate - 5 min 39 s
11. Wheatstraw - 52 s
12. Denver City - 3 min 35 s

## Musiciens ayant participé à l'album
- David Eugene Edwards (chant et guitares)
- Pascal Humbert (guitare basse)
- Ordy Garrison (percussions)
- Peter Eri (flûte)